# جالينا أولانوفا
جالينا سيرجيفنا أولانوفا (بالروسية: Гали́на Серге́евна Ула́нова)(مواليد سانت بطرسبرغ 8 يناير 1910- توفيت في موسكو 21 مارس 1998) هي راقصة باليه روسية، تُعتبر واحدة من أعظم راقصات الباليه في القرن العشرين. حاصلة على جائزة فنان الشعب في الاتحاد السوفيتي سنة 1951. وحاصلة على وسام بطل العمل الاشتراكي مرتين (1974-1980)، كما حصلت على جائزة لينين سنة 1957، وحصلت على جائزة الاتحاد السوفييتي الحكومية أربع مرات في (1941-1946-1947-1950) وقد تحولت شقتها في موسكو إلى متحف وطني، وتوجد آثار متبقية عنها في سانت بطرسبرغ وستوكهولم.

## السيرة الذاتية
درست يولانوفا في مدينة بتروجراد وتعلمت على يد أغريبينا فاغانوفا (Agrippina Vaganova) وكانت والدتها إحدى راقصات الباليه في فرقة باليه الإمبراطورية الروسية. عندما انضمت إلى مسرح مارينسكي في عام 1928، أشارت الصحف إلى "التشابه الكبير مع أسلوب سيمينوفا وجمالها والمرونة الاستثنائية المتشابهة بينهما والتواضع الجذاب في لفتاتها. حيث ورد أن قسطنطين ستانيسلافسكي فُتن بأسلوبها في الأداء وطلب منها المشاركة في إنتاجه المسرحي. وفي عام 1944، عندما ذاع صيتها حتي بلغ جوزيف ستالين، أرسلها إلى مسرح البولشوي، لتكون راقصة الباليه الأولى على الإطلاق وهي في سِن السادسة عشرة. في السنة التالية، كانت هي الراقصة بطلة العرض العالمي الأول لـ سيرغي بروكوفييف وهو سندريللا.
كانت أولانوفا ممثلة بارعة بجانب موهبتها في الرقص، وعندما سُمح لها بعد عناء بالسفر للخارج وهي تبلغ من العمر 46 عامًا، علقت الصحافة البريطانية على هذا الحدث قائلة: "يعد وجود جالينا أولانوفا في لندن انتصارًا عظيمًا لأي راقص بعد آنا بافالوفا (Anna Pavlova). بعد اعتزالها خشبة المسرح وهي في الخمسين من عمرها، دربت أجيالاً عديدة من راقصات الباليه الروسيات. كانت أولانوفا هي الوحيدة التي حصلت على لقب بطل العمل الاشتراكي، ومُنحت أيضًا جائزة الدولة الفنية فنان الشعب لاتحاد الجمهوريات الاشتراكية السوفيتية على وجه الحصر. وحصلت على جوائز لينين أو ستالين في الأعوام 1941 و1946 و1947 و1950 و1957. وتوفيت في عام 1998 عن عمر يناهز 88 عامًا، ودُفنت في مقبرة دير نوفوديفيتشي في موسكو.
تم الاحتفاظ بشقة أولانوفا في موسكو حتى الآن والتي تقع في إحدى ناطحات السحاب السبع، في إحدى شقق حاجز كوتلنشيسكيا (Kotelnicheskaya) على أنها متحف أثري. شُيدت نصب تذكارية لأولانوفا في كل من في سانت بطرسبورغ وستوكهولم.

## قالوا عن أولانوفا
- سيرغي بروكوفييف: «إنها عبقرية الباليه الروسي وذات منزلة سامية بالإضافة لشعرها المستوحى من وجدانها. تُضفي أولانوفا على أدائها للأدوار الكلاسيكية عمقًا من التعبير غير المسبوق في فن الباليه في القرن العشرين.»
- يفجيني مرافينسكي: (Evgeny Mravinsky) «انطبعت صورة أولانوفا الرقيقة والضعيفة والحكيمة في ذهني في بداية حياتي واستقرت في فؤادي وذاكرتي حتي الممات. عندما يصادفني الحظ لرؤية أولانوفا ومشاهدة أعمالها وعندما أتخيل وجدانها في ذاكرتي، أشعر بلذة وسعادة عظيمتين. أقدم لها جزيل الشكر والامتنان وأشكر الله لهذه السعادة التي منحتنا إياها.»
- سفياتوسلاف ريشتر: (Sviatoslav Richter) «حددت أولانوفا ملامح جديدة للباليه، بجانب الشخصيات التي قدمتها والتي لن تُمحى من ذاكرتنا، فقد خلقت عالمًا فنيًا خاصًا بها، عالمًا من الروحية البشرية. وقد حولت أولانوفا الباليه لنوع من أنواع الفن الشعبي. بفضل أعدائها الحقودين الذين أصبحوا فيما بعد مؤيدين لها والآلاف من البشر، يُسلم الجميع بالأهمية الحيوية لفن الباليه.»
- مارجوت فونتين: (Margot Fonteyn) «لا أعرف حتى كيف أبدأ حديثي عن راقصة الباليه أولانوفا، إنها رائعة جدًا، كل ما أستطيع فعله أن أقف دون حراك ودون أي تعليق. إنها أعجوبة تسرُ الناظرين؛ نحس الآن بفراغ لعدم وجودها.»
- مايا بليستسكيا: (Maya Plisetskaya) «ابتكرت أولانوفا أسلوبها الخاص، الذي علمته لنا. إنها تمثل عهدًا وزمنًا جديدين. إنها تتميز بسمات ليست لأحد سواها. إن لها سحرًا خاصًا مثل موتزارت وبيتهوفن وبروكوفييف، إنها مرآة عصرها.»
- أرنولد هاسكل: (Arnold Haskell) «تعد ذكرياتي مع أولانوفا جزءًا مستقلاً من حياتي، إنها تجسد الكيان الذي يثري الحياة. بالنسبة لي، فإن تراثها لا يعد معجزات مسرحية فحسب ولكنه انتصارات للروح البشرية. كانت أولانوفا تدرك جيدًا مشاعر جمهورها إذ تستطيع اللعب على أوتار مشاعرهم وكأنها تلعب على آلة موسيقية، إن أولانوفا بعيدة في عالمها الخاص، ولكنها تسمح لنا أحيانًا بالوصول إليها والكشف عما بداخلها. إنها تتقمص تمامًا الشخصية التي تؤديها، إذ إنها لا تنتحل شيئًا خارجًا أو غائبًا عنها.»
- مايا بليستسكيا: (Maya Plisetskaya) «كانت ملاكًا وكانت ترقص مثل الملائكة.»
- موريس بيجار: (Maurice Béjart) «إنها جالينا أولانوفا راقصة الباليه التي حيزت لها أسرار الفن بحذافيرها، ولديها مشاعر متجانسة وتعبيراتها الخارجية تعبر عما يجول بوجدانها.»
- رودولف نورييف: (Rudolf Nureyev) «إنها راقصة الباليه الأولى في العالم، حافظت بثبات على مسارها ولم تحد عنه، إنها متواضعة دائمًا وترتدي ثيابًا متواضعة حتى أصبحت هي والرقص كيانًا واحدًا وليس من شيمها إخفاء المكائد بداخلها. تعكس لنا قوتها الداخلية وصفاتها الإنسانية السبب في نقاء روحها ولم تشتك في يوم من الأيام ولم تكل من حياتها المسرحية.»

## وصلات خارجية
- جالينا أولانوفا على موقع IMDb (الإنجليزية)
- جالينا أولانوفا على موقع الموسوعة البريطانية (الإنجليزية)
- جالينا أولانوفا على موقع مونزينجر (الألمانية)
- جالينا أولانوفا على موقع قاعدة بيانات الفيلم (الإنجليزية)

- New York Times obituary
- Sunday New York Times by Anna Kisselgoff, 29 March 1998
- The Ballerina Gallery